# Drymaria grandis
Drymaria grandis är en nejlikväxtart som beskrevs av Arthur Allman Bullock. Drymaria grandis ingår i släktet Drymaria och familjen nejlikväxter. Inga underarter finns listade i Catalogue of Life.